# Francisco Suárez
Francisco Suárez (Granada, 1548. január 5. – Lisszabon, 1617. szeptember 25.) spanyol filozófus és teológus, jezsuita szerzetes, a skolasztikus filozófia és a katolikus barokk bölcselet kiemelkedő egyénisége.

## Élete és munkássága
Suárez a Spanyolországban a Granada nevű városban született. Tizenhat éves korában belépett a salamancai jezsuita rendbe, filozófiát és teológiát tanult öt éven keresztül 1565–1570 között. Ezt követően 1572-ben Ávila-ban és 1575-től Segovia-ban tanított. De tanított még Valladolidban (1576), Rómában, Alcalában, Salamancában és Coimbrában is.
Sok művet írt, latinul, összesen huszonhat kötetet, amelyek a jogról, az államról és az egyház viszonyáról, a metafizikáról és teológiáról szólnak.
Halála után, munkássága elismeréséül megkapta a „Doctor eximius et pius” melléknevet.

## Filozófiája
Suárez gondolkodása Aquinói Szent Tamás gondolatmenetét követte, és szembesítette azokat Arisztotelész gondolataival. De a patrisztika és a skolasztikus szerzők véleményét is szembesítette egymással azonban több elvet is elfogadott a nominalistáktól és Duns Scotus–tól is a tomista hagyomány ellenében.
Ismeretelméletében csak egyedi létezőket fogadta el valóságos létezőknek, szerinte az általános fogalmak az egyedi fogalmak azonos vonásinak elvonatkoztatása során keletkeznek.
A hitről értekezve Suárez azt, mint tudatos és szándékolt emberi beleegyezést értelmezte. Suárez elfogadta a scientia media fogalmának realitását, az Istennek való engedelmességet pedig aktív antropológiai adottságként (potentia oboedientialis activa) fogta fel.

## Jogfilozófia
A társas életet az emberi létezés természetes formájának tekintette, az államról pedig azt állította, hogy az emberek közmegegyezésén alapul. Mivel minden hatalom Istentől származik és minden emberre egyformán érvényes, ezért az állam hatalma is ezen kell alapuljon egyfajta társadalmi szerződés formájában.

## Fő művei
- De Deo Incarnato, 1590
- De Deo uno et trino
- Disputationes metaphysicae, 1597
- De fide, 1612
- Opera omnia, 1856–78